# Хонда Прелюд
Хонда Прелюд е спортно купе с две врати, произвеждано от Хонда от 1978 до 2001 г. То се развива в пет поколения, като моделът е прекратен с пускането на пазара на четвъртото поколение Honda Integra (известно в САЩ и Канада като Acura RSX) поради намалелия брой продажби. На американския пазар шестото, както и последвалите го поколения Accord Coupe всъщност стават заместник на Прелюд.
Вечният конкурент на Прелюд-а е Toyota Celica, представляваща купе с редови 4-цилиндров двигател, представена няколко години преди него. През 1980-те години Прелюд се конкурира с Nissan Silvia, Isuzu Impulse, Mitsubishi FTO, Mitsubishi Cordia (По-късно наречено Eclipse), Ford Probe и Mazda MX-6. От всички тези съвременници на модела, днес все още се произвежда само модела Eclipse.

## Първо поколение (1978 – 1982)
Първото поколение Прелюд нашумява през 70-те години на 20 век покрай известния телевизионен актьор Ронан James McGovern, и е пуснато в производство на 24 ноември 1978. Модела е част от третия базов съвременен модел на Хонда, заедно с Civic и Accord. Огромният му шибидах е рядко срещано явление при автомобилите по това време. Дизайнът на колата е съчетание от тогавашните модели Civic и Accord. Двигателя на автомобила е с мощност от 1751 куб. см. и е SOHC CVCC I4 с мощност от 72 конски сили (54 KW) и въртящ момент от 127 Nm, с 5-степенна ръчна скоростна кутия, и 68 конски сили (51KW) с дву-степенна автоматична скоростна кутия, наречена Hondamatic През 1980 година, автоматичната дву-степенна скоростна кутия е заменена от четиристепенна такава. В Австралия и Обединеното Кралство интереса е повече към двигателя с работен обем 1602 куб.см., с мощност от 68 конски сили. В Япония, Прелюд-а се конкурира със спортните купета Toyota Celica и Nissan Silvia. Коженият салон при модела е опция, само за Японския пазар. Твърди се, че до известна степен дизайна на колата е повлиян от Mercedes-Benz SL.

## Второ поколение (1983 – 1987)
Второто поколение Прелюд е представено през 1983 година и първоначално се предлага с 1,8-литров 12-клапанов, двукарбораторен двигател A18 смощност от 105 конски сили (77 KW), като моделите „Si“ през 1985 започват да се предлагат с инжекцион на двигателя. За Япония, Азия и Европа модела се предлага с дву-литров 16-калпанов DOHC двигател PGM-FI, въпреки че официално този двигател се предлага на Европейския пазар през 1986 г. (Двигателите се различавали. Модела JDM B20A бил с мощност от 160 к.с. (120 KW) при 6300 оборота в минута, докато EDM B20A1 бил само със 137 к.с. (102 KW) При второто поколение Прелюд за първи път се появяват вдигащите фарове, които позволяват по-добра аеродинамика на предницата и по-малко съпротивление на въздуха. При отваряне на фаровете, обаче, особено при по-високи скорости, предизвиква повече съпротивление. Модела от 1983 е характерен със стандартно боядисаните стоманени джанти с ярък ръб (въпреки че алуминиевите джанти били възможна опция). Базовите модели от 1984 до 1987 г. имат тасове в стил Civic.
С пускането на 2-литровия 16-клапанов SOHC двигател, предният капак на колата е леко модифициран, тъй-като по-големият двигател не може да се събере под стандартния до момента такъв. При Европейската версия има леки промени също и в задните стопове, както и в предната и задна брони, които биват боядисани. Поради сравнително ниското тегло на колата (1,025 kg (2,260 lb)) и високата мощност (16-клапановият двигател произвежда 137 к.с. (102 kW)), колата сравнително по-пъргава от конкурентите си.

## Трето поколение (1988 – 1991)
Третото поколение Прелюд (пуснато през 1987 в Япония, а малко по-късно и на останалия пазар) изглежда много аналогично на второто поколение на модела. Въпреки това, автомобила е напълно обновен, и при някои модели има система за завиване на четирите колела. От Хонда остават верни на традицията, поради което промените в екстериора на третото поколение му придават по-модерен вид. Новите двигатели, които биват монтирани на моделите USDM са: през периода 1988 – 1990 2.0S, модела B20A3, който е SOHC 12-клапанов двойно-карбураторен двигател, който заменя 1958 кубиковият, с мощност от 104 конски сили (78 kW) и въртящ момент от 150 Nm; през периода 1988 – 1991 2.0Si модела B20A5 с DOHC и PGM-FI който увеличава мощността до 135 конски сили (101KW) и въртящ момент от 172 Nm, или малко по-големият B21A1 използван през 1990 и 1991 описан по-долу. Модела B20A6 е предназначен за Австралийския пазар с 2.0 DOHC 16-клапанов PGM-FI двигател, а също и 1958 кубиковият двигател, с мощност 142 конски сили (106 KW) и въртящ момент от 172 Nm.
Списък с двигатели на Honda Prelude:
B20A/B20A1 – 2.0L DOHC PGM-FI 137/160 hp (Европа/Япония)
B20A3 – 2.0L SOHC carb(12v) 104 hp ?
B20A4 – 2.0L SOHC carb(12v) Извън САЩ
B20A5 – 2.0L DOHC PGM-FI 135 hp (101 kW) САЩ
B20A6 – 2.0L DOHC PGM-FI 142 hp (106 kW) Австралия/Нова Зеландия
B20A7 – 2.0L DOHC PGM-FI 150 hp (110 kW) Европа
B20A8 – 2.0L DOHC PGM-FI 133 hp (99 kW) Европа
B20A9 – 2.0L DOHC PGM-FI 140 hp (100 kW) Европа
B21A – 2.1L DOHC PGM-FI 145 hp (108 kW) Япония
B21A1 – 2.1L DOHC PGM-FI 140 hp (100 kW) Канада/Сащ

### Управление на четирите колела
Системата за управление на четирите колела е много важен момент в автомобилостроенето, и третото поколение Прелюд е първият серийно-произвеждан автомобил, който я притежава. По-евтината версия на автомобила, при който управлението е само на 2те колела е критикувана като трудно управляема. „Прелюд“, произвеждан от 1988 до 1991 г., остава единственият сериен автомобил с истинско механично управление на четирите колела. Всички останали превозни средства, включително и следващите поколения Прелюд използват електронни или хидравлични системи.

### Дизайн
Третото поколение Прелюд е леко променено откъм екстериор. Нивото на предния капак е проектирано да бъде най-ниското ниво от всички автомобили с предно предаване в света, което спомага за по-добра видимост. Коефициента на съпротивление е .34, което осигурява по-голяма икономичност, по-нисък въздушен шум, по-голяма стабилност при високи скорости.
Друг много важен елемент от третото поколение Прелюд е изключително здравата метална сплав, използвана при направата на покривните греди на автомобила. Самите греди са много тънки и позволяват изключителна видимост от 326° Някои наричат този Прелюд ‘младши NSX ‘ след появата на NSX през 1990 година, поради сходството в дизайна на двата автомобила. Отлична предна видимост, породена от ниското ниво на предния капак, прилики в предния облик на автомобила, прилики в окачването заедно с нов дизайн на задните стопове могат да бъдат характеризирани с наименованието NSX.
През 1987 Road & Track публикува тест-резюме, в което 1988 Honda Prelude 2.0Si 4WS побеждава на слалом във всички отношения останалите коли, произведени през годината, включително тези на „Ламборджини“, „Ферари“ и „Порше“. Автомобилът преминава слалома със средна скорост от 65.5 мили в час (105.4 км/ч) което е удивителен резултат по това време. За справка – Корвет, модел 1988 изминава сьщият слалом с 64.9 мили в час (104.4 км/ч)
Прелюд-а е кола на годината на списание Wheels за 1987 година.

### 1990
През 1990 г. Хонда Прелюд претърпява „фейслифт“ променящ предишното излъчване на 3-то поколение в по-стилен нов дизайн, главно засягащ задните стопове. Задната броня също бива променена, за да пасне на новите по-малки стопове и е заоблена. Външно този прелюд наподобява Акорд Купе.
Предната броня на този Прелюд от 1990-а също е променена, включвайки светлини за паркиране, които вече не се намират в ъглите на бронята. Много от елементите по интериора също са променени, като дръжката за вратата, копчетата за прозорците, формата на волана и т.н. Пет – степенната ръчна скоростна кутия има неповторима дължина на предавките, което позволява бързо ускорение при високите скорости. Двигателят B21A1 е в наличност при SE модификацията, която се предлага с 4-колесно задвижване и система ABS. Двигателя B20A5 е с размер от 2056 cc и произвежда мощност от 140 кс (104 киловата).
През 1990 Хонда пуска също и Prelude SiStates. Първоначално, тази кола се произвежда само за Япония в много ограничена серия и много малко такива са изработени. Този модел притежава задвижване на четирите колела, ABS, кожен волан и скоростен лост, допълнителна шумоизолация на коша и тавана, чистачка на задното стъкло, и много други екстри които обикновено дотогава са по избор. Колата е снабдена с двигател B21A с мощност от 150 кс. (112 KW) който е изработен специално за SiStates.
Друга серия, с наименованието INX също се пуска в продажба на Японския пазар. Модела имал фиксирани фарове, подобни на тези на Европейския Акорд Седан 85 – 90 г. Тази серия се предлага в три модела – XX, Si и Si SRS.

## Четвърто поколение (1992 – 1996)
През 1992 г. се пуска в производство четвъртото поколение Прелюд, след като то е вече факт в Япония още през 1991 г. Разпределението на теглото на колата е 58% отпред и 42% отзад. Системата за управление на четирите колела е заменена с електронна такава, а обема на двигателя е увеличен от 2.1 на 2.2 литра за базовия модел S (двигател SOHC F22A1, 135 к.с. (101 kW) (101 kW) @ 5200 об/мин, 193 Nm при 4000 об/мин) и „VTEC“ модела (DOHC VTEC H22a1, 190 к.с (143 kW) при 6800 rpm, 160 Nm при 5500 rpm) са заменени от 2.3-литров „Si“ (DOHC H23A1, 160 к.с. (115 kW) при 5800 об/мин, 212 Nm при 5300 об/мин). Японският SI вариант е с двигател F22B (2.2L DOHC NON-VTEC 160 к.с). VTEC модела претърпява подобряване на спирачната система, която се състои в увеличаване на размера на предния ротор от 10,3 инча до 11.1 инча и използване на по-голяма вилка и накладки, подобни на тези на Acura Vigor.
Също така, модел 2.0i е пуснат на пазара в Обединеното Кралство с мощност от 133 к.с (99 KW). През 1993 наименованието „Si-VTEC“ се използва за последен път, за да бъде съкратено на простото VTEC в началото на 1994 г. В някои страни, Прелюд-а с двигател 2.2 VTEC бива наименуван VTi-R. В Канада, Si е наименуван SR, а VTEC – SR-V.
Това поколение слага край на вдигащите фарове. Някои хора твърдят, че новите фарове изглеждат „гневни“ заради стилния наклон който притежават. През 1991 г. Прелюд приема определени характеристики на дизайна си, които впоследствие се превръщат в „Стандарта за Прелюд“. Задницата е заоблена и доста висока, в сравнение с предишната квадратна форма. Предницата е по-широка и с фиксирани фарове. Стъкленият таван е заменен от метален такъв, който не се прибира във вътрешността на колата, а излиза навън и над нея. Така, при отваряне се образува спойлер, който намалява шума при движение с висока скорост.
Бронята на модела е приета за необикновения елемент в автомобила, защото е равна по височина по цялото ѝ продължение. Светлосиньото задно осветление което за пръв път се използва при третото поколение е все още налично. По-късните модели (след 1994) имат полупрозрачно табло на уредите и стелките. Всички VTEC и SE модели са с кожен салон. В Япония, също присъства опцията за вграден в таблото телевизор. Също модела разполага с аудио система от 8 говорителя, в които е включен и такъв, монтиран в центъра на таблото, както и заден субууфер в средата, докато в Американската версия този в центъра на таблото не присъства. Японската версия на модела притежава някои екстри, които не присъстват в Американското изпълнение, като електрически сгъваеми огледала и чистачка на задното стъкло, докато канадската версия има негреваеми огледала и седалки.
Цветови Кодове
• Phoenix Red R-51
• Milano Red R-81
• Cassis Red Pearl R-82P
• Cobalt Blue Pearl B-54P
• Fresco Blue Pearl B-64P
• Pacific Blue Pearl B-68P
• Brittany Blue Green Metallic BG-23M
• Azure Blue Green Pearl BG-34P
• Geneva Green Pearl G-62P
• Sherwood Green Pearl G-78P
• Granada Black Pearl NH-503P
• Frost White NH-538
• Sebring Silver Metallic NH-552M
• Cashmere Silver Metallic YR-505M

## Пето поколение (1997 – 2001)
Петото поколение запазва концепцията на модела, двигателя и управлението да се намират в предната част на автомобила посредством независимо предно окачване. Разпределението на тежестта е 63/37. Всички Хонди Прелюд от 5-о поколение излизат фабрично с 16-цолови алуминиеви джанти с всесезонни гуми 205/50 R16 87V с изключение на модела 2.0i който фабрично е със 195/60 R15 88H. За разлика от Прелюд-ите USDM, тези от JDM серията се предлагат с чистачка на задното стъкло (с изключение на Xi). Всички модификации на Прелюд вече включват фабрично 11.1 инчови спирачки, с които върви модела ’96 VTEC.
Петото поколение Прелюд предлага завръщане към по-квадратните форми на третото поколение, като опит да се възвърнат крайно ниските продажби на четвъртото поколение. Всички модификации на модела притежават BB кода на шасито (BB5-BB9) и двигател от F или H сериите.
Всички Прелюд-и от това поколение притежават резервоар от 60л. (15.9 американски галона).
Една от версиите Прелюд, Type S, се предлага единствено и само в Япония. Тя е с 2.2 I H22A двигател, който е VTEC с мощност от 223 кс. (162 kW) при 7200 об/мин и 221 Nm при 6500 об/мин. със степен на сгъстяване 11.0 към 1 цилиндър с размер 87.0 mm (3.4 инча) x 90.7 mm (3.6 инча) и VTEC технология. Хонда също заменят и въздушният филтър със система, наречена Динамична Камера, заедно с по-голям цилиндър – 62 мм, заместващ стария 60 мм. Системата за изхвърляне на изгорели газове също е променена – тръбите стават по-цилиндрични а не овални. Катализатора също е уголемен, както и ауспуховите тръби – от 50.8 mm (2.00 инча) на 57 mm (2.25 инча) (tToV). Теглото на автомобила е 1310 kg (2882 lb) а клиренса 140 mm (5.5 инча). Тази версия също разполага с ABS, различен от стандартния. Интериора е от кожа с червени шевове. При екстериора, Type S е единственият, който няма люк от всички модификации от това поколение.
Модификацията MSDM също претърпява промени по двигателя – получава VTEC H22A4 вместо H22A1 с което получава 195 к.с. (143 kW) при 7000 об/мин и 212 Nm при 5250 об/мин от 1997 до 1999, и същите характеристики с 200 к.с (147 kW) при 7000 об/мин от 1999 до 2001 със степен на сгъстяване 10.0:1.
В някои държави Прелюд-а се предлага с базов 2.0L 133 bhp (99 kW; 135 PS) двигател. Всички модели от пето поколение Прелюд, които са с автоматична скоростна кутия са оборудвани с технологията SportShift. Тази четиристепенна скоростна кутия, позволява на водача да сменя предавките ръчно, подобно на системата tiptronic, изобретена от Порше. Ръчната смяна на скоростите е възможна след плъзгане на скоростния лост от стандартно положение – D4 в отделна за целта писта, която позволява лоста да бъде местен напред и назад. По това време, тази опция е сравнително рядко използвана, но след това става популярна сред доста спортни купета и седани. Продажбите на модела не са особено силни, заради конкуренцията от другите модели на Хонда.
Honda Prelude 5 gen „MOTEGI“ Edition
Името на „MOTEGI“ (Мотеги, а не МоНтеги) идва от името на прочутата писта на Хонда „Twin-Ring Motegi“, която се намира в Точиги. Малко след създаването на пистата през 1997 година, Хонда пускат специален модел на Прелюд с нейно име. Естествено, пълен с добре подбрани екстри – пълен боди кит (преден и заден лип и прагове и специална емблема „Мотеги“ на багажника), уникални ултра леки джанти и свалено окачване, настроено за писта.

## Сигурност
Австралия
В Австралия, представянето на Хонда Прелюд произведени между 1983 и 1996 описано в Buyers Guide to used Car Safety Ratings 2006 е представено като „средно“ според Roads and Traffic Authority (RTA), докато тези между 1996 и 2002 като „доста над средното“
САЩ
The National Highway Traffic Safety Administration (NHTSA) в САЩ определя frontal следните оценки за челен удар при Хонда Прелюд през годините.

## Награди
Хонда прелюд е в топ-тен лист-а за Кола на Годината на списание Car and Driver десет пъти – три пъти от 1984 до 1986, а след това седем пъти от 1992 до 1998.